# Чавдар Цветков
Чавдар Цветков (болг. Чавдар Цветков, нар. 8 березня 1953, Своге) — болгарський футболіст, що грав на позиції півзахисника. Майстер спорту Болгарії (1975).
Виступав, зокрема, за клуб «Славія» (Софія), а також національну збірну Болгарії.

## Клубна кар'єра
У дорослому футболі дебютував 1970 року виступами за команду «Спортіст» з рідного міста Своге, в якій провів два сезони. Своєю грою за цю команду привернув увагу представників тренерського штабу клубу «Славія» (Софія), до складу якого приєднався 1972 року. Відіграв за команду з Софії наступні дев'ять сезонів своєї ігрової кар'єри. Граючи на фланзі, він відзначався швидкістю технікою та хорошим дриблінгом і у період по 1981 рік він провів за «Славію» 224 матчі в Групі «А», в яких забив 91 гол. З командою він двічі вигравав національний кубок у сезонах 1974/75 та 1979/80, при цьому фіналі 1980 року він забив один із голів у ворота «Берое» (3:1).
У 1981 році Цветков перейшов до «Аустрія» (Відень). У сезоні 1981/82 він провів 22 матчі та забив 5 голів у місцевій Бундеслізі, а також виграв з командою Кубок Австрії. Восени 1982 року він провів ще 5 матчів за «Аустрію», після чого перейшов до грецького «Іракліс» з Салоніки. Пізніше він грав на Кіпрі за «Аріс» (Лімасол).
На початку 1984 року Цветков повернувся до «Славії». За півтора року він провів за клуб ще 31 гру в чемпіонаті і забив 13 голів, після чого влітку 1985 року закінчив свою кар'єру.

## Виступи за збірну
13 жовтня 1974 року дебютував в офіційних матчах у складі національної збірної Болгарії в грі відбору на Євро-1976 проти Греції (3:3) в Софії.
В подальшому Чавдар грав у кваліфікації до чемпіонатів світу 1978 та 1982 років, та Євро-1980, але на жоден турнір болгари не зуміли кваліфікуватись. Загалом протягом кар'єри у національній команді, яка тривала 8 років, провів у її формі 57 матчів, забивши 14 голів.

## Титули і досягнення
- Володар Кубка Болгарії (2):

«Славія» (Софія): 1974–75, 1979–80
- Володар Кубка Австрії (1):

«Аустрія» (Відень): 1981–82